# Ganzheit
Die Begriffe Ganzheit und Gänze sind die Abstrakta des Adjektivs ganz, das sich in der deutschen Sprache bereits vor dem 8. Jahrhundert n. Chr. nachweisen lässt. Ganz bedeutet heil, unverletzt und vollständig. Ganzheit wird verstanden als die Gesamtheit aller Teile oder die Einheit des in der Erfahrung Gegebenen. Sie bedeutet im physischen wie auch im moralischen Sinn Integrität, eigentliche Bestimmung und Vollkommenheit.
„Ganz“ im Sinne der Antike unterscheidet sich von „Eins“ (hebr. אחד) durch die Narbe. Innerhalb der Medizin wird dieser Aspekt auch unter der Restitutio ad integrum abgehandelt. Also der narbenfreien Einheilung unter der man auch Eins werden oder Heil werden versteht.

## Das Ganze und die Teile
Ganzheit ist die auf die Vielfalt angewandte Einheit, und die Teile sind die Vielfalt selbst, die von der Einheit totalisiert ist. Einheit in diesem Sinne ist entweder Mitanwesenheit (Nachbarschaft, Nähe, Interaktion, Funktionszusammenhang) oder homologe Einheit (Gleichheit, Ähnlichkeit). Einheit kann aber auch in einer zeitlichen Entwicklung als Kontinuität im Verschiedenen erkannt werden: In der Metamorphose verwandelt sich die Raupe zum Schmetterling. Dabei ist die Ganzheit eine Einheit im Werden. In diesem Sinne kann Heraklits panta rhei (altgriechisch πάντα ῥεῖ ‚alles fließt‘) als Hinweis auf die Einheit im ständigen Wandel verstanden werden. Mit der Ganzheit entsteht etwas Neues durch die Integration der Teile auf einem höheren Niveau. Das Ganze ist nicht lediglich aus seinen Teilen zusammengesetzt. Es werden nur Teile an ihm unterschieden, in deren jedem das Ganze ist und wirkt. Erst der gefügehafte Zusammenhang der Bestandteile bewirkt die Struktur der Ganzheit. Platon erklärte deshalb in seinem Dialog Theaitetos: „Der Wagen ist nicht seine hundert Teile.“ Er unterschied zwischen dem Ganzen (holon) und dem Gesamt (pan). In seinem Werk Timaios schlug er vor, die Welt als Ganzheit (holon) zu verstehen. Das Ganze ist für Platon eine aus allen Teilen zur Vollständigkeit gelangte Einheit, auf welche sich die Teile beziehen:

„Jedes Ganze aber ist doch notwendig ein aus Vielen bestehendes Eins, und nur von einem solchen können die Teile Teile sein, denn jeder Teil ist ja doch notwendig nicht ein Teil einer ungeeinten Vielheit, sondern eines solchen Ganzen. […] Nicht von Vielen also oder Allen ist der Teil Teil, sondern von einer gewissen einheitlichen Wesenheit (Autor=wörtl. ἰδέας ‚Idee‘) oder einem gewissen Eins, welches wir ein Ganzes nennen, sobald es eben alle jene seine Teile vollständig zur Einheit in sich zusammenschließt.“

Teil und Ganzes ist ein Begriffspaar, welches eine meronymische Beziehung beschreibt. Das 'Ganze' als Zusammensetzung, d. h. ein Aggregat, aus 'Teilen' wird in verschiedenen Fachbereichen leicht unterschiedlich beschrieben, orientiert sich jedoch häufig an dem philosophischen Begriff Aggregat, in dem ein Aggregat als eine Menge von unverbundenen Teilen verstanden wird.
Aristoteles lehrte, dass das Ganze mehr ist als die Summe der Teile (so genannte Übersummativität oder Emergenz). Nach ihm ist das Ganze (holon) eine Bestimmung der Einheit (hen). Der Begriff Holismus bezeichnet eine Ganzheitslehre, die auf Jan Christiaan Smuts und sein 1926 erschienenes Buch Holism and Evolution zurückgeht. Diese Lehre überschneidet sich mit älteren Überlegungen zur Ganzheit.

## Das Ganze als System
Das Ganze als etwas Gegliedertes und Zusammengefügtes nennt man System. Der griechische Begriff σύστημα systema bedeutet das Gebilde, das Zusammengestellte und das Verbundene. Der Schwerpunkt der Betrachtung liegt dabei auf dem ganzheitlichen Zusammenhang der Teile. Diese stehen zueinander häufig in einem Verhältnis der Wechselwirkung. Wenn es zu einem Austausch von Energie oder Materie mit der Außenwelt kommt, liegt ein offenes System vor, ansonsten spricht man von einem abgeschlossenen System. Aber auch offene Systeme müssen von der Umwelt noch deutlich abgegrenzt werden können, und die wechselseitige Abhängigkeit der Teile setzt ein Mindestmaß an Kontinuität und struktureller Ordnung voraus, um überhaupt von einer Ganzheit sprechen zu können.
Systeme können sich im Gleichgewicht oder in einem Ungleichgewicht befinden. Die Gleichgewichtssituation kann bei offenen Systemen auch durch ein so genanntes Fließgleichgewicht hergestellt werden. Dabei findet ein ständiger Austausch mit der Umgebung statt, und es wird trotz kleiner Schwankungen ein stabiler, im Mittel unveränderlicher Zustand aufrechterhalten. Systeme können statisch oder dynamisch sein.
Dynamische Systeme sind teilweise auch fähig zur Selbstorganisation, wenn ihnen aus der Umgebung Energie zugeführt wird. Das Zusammenwirken der Teile führt dabei in einem unumkehrbaren Vorgang zu neuen, komplexeren und gleichwohl stabilen Strukturen. Diese werden als dissipativ bezeichnet, wenn ihre Stabilität auf der Umwandlung einer anderen Energieform in Wärme beruht.
Die wissenschaftliche Untersuchung und Beschreibung von Systemen erfolgt durch die Systemtheorie. Ein Teilgebiet davon ist die Kybernetik, die sich der Steuerung und Informationsverarbeitung der rückgekoppelten technischen, soziotechnischen und Arbeitssysteme widmet. Die Synergetik erforscht die besonders komplexen Systeme mit der Fähigkeit zur Selbstorganisation.

## Die Gestaltqualität des Ganzen
Konrad Lorenz veranschaulichte die Wahrnehmung der Ganzheit einer Sache bevorzugt als Gestaltsehen oder Gestaltwahrnehmung. Damit wollte er die einbeziehende Wahrnehmung nicht offensichtlicher – assoziativ verbundener – Elemente oder Eigenschaften des Gegenstands ausdrücken, die gleichwohl zu seinem Wesen, seiner Bedeutung und Wirkung beitragen. Die dadurch erscheinende Gesamtgestalt „hinter der Gestalt“ sei die „eigentliche“, immer mitzusehende, tatsächlich in der Umwelt wirksame und zu behandelnde Gestalt, die alle Wirkungen beinhalte.

„Die Gestaltwahrnehmung ermöglicht es, eine im komplexen Naturgeschehen obwaltende Gesetzlichkeit unmittelbar zu erfassen, d. h. aus dem Hintergrund der zufälligen, nichtssagenden Information herauszugliedern, die uns von unseren Sinnesorganen und niedrigeren Wahrnehmungsleistungen gleichzeitig übermittelt werden.“

Gestaltqualität ist die übersummative Eigenart des Ganzen. Eine Gestalt liegt vor, wenn gerade bei Änderungen, die sämtliche Teile eines Ganzen betreffen, seine Eigenart erhalten bleibt, falls dabei die Struktur des Ganzen (Maßverhältnisse und Lagebeziehungen zwischen den Teilen) erhalten bleibt. Eine solche Änderung kann zum Beispiel im Austausch des Materials oder in der Versetzung in andere Sinnes- oder Seinsgebiete liegen. Diese strukturerhaltende Veränderung wird als Transponierung bezeichnet.
Ganzheit bildet auch eine zentrale Kategorie der so genannten Gestaltpsychologie, eine Richtung der geisteswissenschaftlich ausgerichteten Wahrnehmungspsychologie. Der Neurologe und Psychiater Kurt Goldstein formulierte als erster eine Theorie der Ganzheit des Organismus, basierend auf der Gestalttheorie. Er wurde damit zu einem Wegbereiter der Gestalttherapie.

## Der Organismus als Ganzheit
Ein biologischer Organismus ist eine weitgehend selbständige stoffliche Ganzheit, die biologischen, chemischen und physikalischen Gesetzen folgt und zudem eine Gestalt des Lebens darstellt. Ein wesentliches Merkmal des biologischen Organismus ist der Stoffwechsel. Organismen sind Beispiele für Ganzheiten, deren Organe oder Glieder als Teile dieser Ganzheiten in materialen, existentiellen und funktionalen Abhängigkeiten stehen. Darüber hinaus wird unter Organismus aber jede dynamisch geordnete Ganzheit verstanden, der Begriff wird beispielsweise auch auf Völker, Kulturen und Lebensordnungen angewandt. In der aristotelischen Tradition wird die Beziehung der Gesellschaft zu ihren Mitgliedern als das einer Ganzheit zu ihren Teilen begriffen, was in der Übersteigerung der Ganzheit als Totalität zum totalitären Staat geführt hat.

## Kritische Einordnung der Ganzheitslehren
Anne Harrington kommt in ihrer Studie zu dem Schluss, dass der Begriff der Ganzheit von Anfang an im Spannungsfeld von Wissenschaft und Rettungsmythologie stand, und dass nach dem Ersten Weltkrieg eine „Infizierung der deutschen Ganzheitslehre mit den Rassegedanken und ihre teilweise Absorption in die Politik und Mythologie des Nationalsozialismus“ stattfand. Sie macht aber auch deutlich, dass die Geschichte des Ganzheitsdenkens aus vielen Geschichten besteht, und auch Positionen möglich waren, die sich auf demokratischer Grundlage sahen, und die kritisch zum Nationalsozialismus standen, wie z. B. bei Kurt Goldstein und Max Wertheimer.

## Ganzheit in der Literatur
Goethes Faust beschwört im ersten Teil der Tragödie die Ganzheit:

„Wie alles sich zum Ganzen webt,

Eins in dem andern wirkt und lebt!

Wie die Himmelskräfte auf- und niedersteigen

und sich die goldnen Eimer reichen!

Mit segenduftenden Schwingen

Vom Himmel durch die Erde dringen,

Harmonisch all das All durchklingen!

Welch Schauspiel! Aber ach! ein Schauspiel nur!

Wo faß ich dich, unendliche Natur?

Euch Brüste, wo? Ihr Quellen alles Lebens,

An denen Himmel und Erde hängt,

Dahin die welke Brust sich drängt -

Ihr quellt, ihr drängt, und schmacht ich so vergebens?“